# Eva Rodenius
Eva Rodenius, född 1942 i Östersund, är en svensk textilkonstnär.
Rodenius är tvillingsyster till konstnären Gun Rodenius. Hon utbildade sig vid Konstfackskolan i Stockholm 1962–1967. Separat har hon ställt ut ett flertal gånger i Stockholm sedan 1974 och medverkat med vävar i samlingsutställningar i bland annat Skövde, Västerås och Tokyo. Tillsammans med sin syster ställde hon ut på Gotland. Bland hennes offentliga arbeten märks textilier i Stockholms rådhus, Svenska ambassaden i Tallinn och i Kuala Lumpur. Omkring år 2000 började hon använda datorn i sitt arbete för att ta fram mönster till sina vävnader. Tekniken har inneburit att hon hittat nya vägar och i vävarna blandar hon in papper och plast tillsammans med den traditionella bomullen. Rodenius finns representerad vid Nationalmuseum, Röhsska museet, Västerås konstmuseum, Uppsala konstmuseum och Statens konstråd.